# 熊本県第4区
熊本県第4区（くまもとけんだい4く）は、日本の衆議院における選挙区である。1994年（平成6年）の公職選挙法改正で設置。

## 区域

### 現在の区域
2017年（平成29年）公職選挙法改正以降の区域は以下のとおりである。5区の廃止により区域が大幅に変わった。
- 八代市
- 人吉市
- 水俣市
- 天草市
- 宇土市
- 上天草市
- 宇城市
- 下益城郡
- 八代郡
- 葦北郡
- 球磨郡
- 天草郡

### 2013年から2017年までの区域
2013年（平成25年）公職選挙法改正から2017年の小選挙区改定までの区域は以下のとおりである。2013年の選挙区割り変更で、下益城郡美里町が4区から5区に移った。（※旧区域2）
- 熊本市
  - 南区（旧城南町・富合町域）
- 天草市
- 宇土市
- 上天草市
- 宇城市
- 上益城郡
  - 御船町
  - 嘉島町
  - 益城町
  - 甲佐町
  - 山都町（旧矢部町・清和村域）
- 天草郡

### 2013年以前の区域
1994年（平成6年）公職選挙法改正から2013年の小選挙区改定までの区域は以下のとおりである。（※旧区域1）
- 本渡市
- 牛深市
- 宇土市
- 宇土郡
- 下益城郡
- 上益城郡
- 天草郡

## 歴史
小選挙区制導入以来、園田博之が新党さきがけ時代から強固な地盤を築き、連続6選している。政権交代の第45回でも自由民主党に対する強い逆風をはね返して当選した。園田は民主党政権期間の2010年4月、再度自民党を離党してたちあがれ日本を結成し、党幹事長に就任。2012年には日本維新の会に合流。また、第46回において自民・公明両党の公認候補が共に出馬しなかったのはこの選挙区と福岡6区のみである（ただし福岡6区からこのとき無所属で立候補していた鳩山邦夫は自民党推薦を受けており、当選後に復党が認められている）。第47回では園田が次世代の党公認で当選した。この時、公明党と自民党熊本県連が園田を推薦した。2015年9月、園田は次世代の党を離党し、翌月に自民党に復党。第48回では熊本県内での定数減により、園田は比例単独で立候補し当選、廃止された旧5区を選挙区としていた金子恭之が出馬し当選した。なお園田は任期途中の2018年に死去した。金子は第49回・第50回も相手候補の比例復活を許さずに再選した。

## 小選挙区選出議員
| 選挙名                 | 年                 | 当選者   | 党派         | 備考    |
| ---------------------- | ------------------ | -------- | ------------ | ------- |
| 第41回衆議院議員総選挙 | 1996年（平成8年）  | 園田博之 | 新党さきがけ | 旧区域1 |
| 第42回衆議院議員総選挙 | 2000年（平成12年） | 園田博之 | 自由民主党   | 旧区域1 |
| 第43回衆議院議員総選挙 | 2003年（平成15年） | 園田博之 | 自由民主党   | 旧区域1 |
| 第44回衆議院議員総選挙 | 2005年（平成17年） | 園田博之 | 自由民主党   | 旧区域1 |
| 第45回衆議院議員総選挙 | 2009年（平成21年） | 園田博之 | 自由民主党   | 旧区域1 |
| 第46回衆議院議員総選挙 | 2012年（平成24年） | 園田博之 | 日本維新の会 | 旧区域1 |
| 第47回衆議院議員総選挙 | 2014年（平成26年） | 園田博之 | 次世代の党   | 旧区域2 |
| 第48回衆議院議員総選挙 | 2017年（平成29年） | 金子恭之 | 自由民主党   |         |
| 第49回衆議院議員総選挙 | 2021年（令和3年）  | 金子恭之 | 自由民主党   |         |
| 第50回衆議院議員総選挙 | 2024年（令和6年）  | 金子恭之 | 自由民主党   |         |

## 選挙結果
時の内閣：第1次石破内閣 解散日：2024年10月9日 公示日：2024年10月15日
当日有権者数：38万5058人 最終投票率：54.78%（前回比：2.72%） （全国投票率：53.85%（2.08%））
| 当落 | 候補者名   | 年齢 | 所属党派     | 新旧 | 得票数    | 得票率 | 惜敗率 | 推薦・支持 | 重複 |
| ---- | ---------- | ---- | ------------ | ---- | --------- | ------ | ------ | ---------- | ---- |
| 当   | 金子恭之   | 63   | 自由民主党   | 前   | 119,947票 | 58.28% | ――     | 公明党推薦 | ○    |
|      | 笹本由紀子 | 59   | 立憲民主党   | 新   | 49,672票  | 24.13% | 41.41% |            | ○    |
|      | 矢上雅義   | 64   | 日本維新の会 | 元   | 36,203票  | 17.59% | 30.18% |            | ○    |

時の内閣：第1次岸田内閣 解散日：2021年10月14日 公示日：2021年10月19日
当日有権者数：40万4286人 最終投票率：57.50%（前回比：0.51%） （全国投票率：55.93%（2.25%））
| 当落 | 候補者名 | 年齢 | 所属党派   | 新旧 | 得票数    | 得票率 | 惜敗率 | 推薦・支持 | 重複 |
| ---- | -------- | ---- | ---------- | ---- | --------- | ------ | ------ | ---------- | ---- |
| 当   | 金子恭之 | 60   | 自由民主党 | 前   | 155,572票 | 68.07% | ――     | 公明党推薦 | ○    |
|      | 矢上雅義 | 61   | 立憲民主党 | 前   | 72,966票  | 31.93% | 46.90% |            | ○    |

時の内閣：第3次安倍第3次改造内閣 解散日：2017年9月28日 公示日：2017年10月10日
当日有権者数：42万6191人 最終投票率：58.01% （全国投票率：53.68%（1.02%））
| 当落 | 候補者名 | 年齢 | 所属党派   | 新旧 | 得票数    | 得票率 | 惜敗率 | 推薦・支持 | 重複 |
| ---- | -------- | ---- | ---------- | ---- | --------- | ------ | ------ | ---------- | ---- |
| 当   | 金子恭之 | 56   | 自由民主党 | 前   | 150,453票 | 62.76% | ――     | 公明党推薦 |      |
| 比当 | 矢上雅義 | 57   | 立憲民主党 | 元   | 89,279票  | 37.24% | 59.34% |            | ○    |

時の内閣：第2次安倍改造内閣 解散日：2014年11月21日 公示日：2014年12月2日 （全国投票率：52.66%（6.66%））
| 当落 | 候補者名 | 年齢 | 所属党派   | 新旧 | 得票数    | 得票率 | 惜敗率 | 推薦・支持                     | 重複 |
| ---- | -------- | ---- | ---------- | ---- | --------- | ------ | ------ | ------------------------------ | ---- |
| 当   | 園田博之 | 72   | 次世代の党 | 前   | 101,581票 | 75.92% | ――     | 公明党・自由民主党熊本県連推薦 | ○    |
|      | 井芹栄次 | 58   | 日本共産党 | 新   | 32,223票  | 24.08% | 31.72% |                                |      |

時の内閣：野田第3次改造内閣 解散日：2012年11月16日 公示日：2012年12月4日 （全国投票率：59.32%（9.96%））
| 当落 | 候補者名 | 年齢 | 所属党派     | 新旧 | 得票数    | 得票率 | 惜敗率 | 推薦・支持             | 重複 |
| ---- | -------- | ---- | ------------ | ---- | --------- | ------ | ------ | ---------------------- | ---- |
| 当   | 園田博之 | 70   | 日本維新の会 | 前   | 102,975票 | 65.92% | ――     | 自由民主党熊本県連推薦 | ○    |
|      | 矢上雅義 | 52   | 無所属       | 元   | 36,652票  | 23.46% | 35.59% |                        | ×    |
|      | 蓑田庸子 | 61   | 日本共産党   | 新   | 16,585票  | 10.62% | 16.11% |                        |      |

- 矢上はかつては5区で活動。その後相良村長へ転身していた。

時の内閣：麻生内閣 解散日：2009年7月21日 公示日：2009年8月18日 （全国投票率：69.28%（1.77%））
| 当落 | 候補者名 | 年齢 | 所属党派   | 新旧 | 得票数    | 得票率 | 惜敗率 | 推薦・支持             | 重複 |
| ---- | -------- | ---- | ---------- | ---- | --------- | ------ | ------ | ---------------------- | ---- |
| 当   | 園田博之 | 67   | 自由民主党 | 前   | 123,900票 | 59.17% | ――     |                        | ○    |
|      | 松永真一 | 50   | 国民新党   | 新   | 78,811票  | 37.64% | 63.61% | 民主党・社会民主党推薦 | ○    |
|      | 河野一郎 | 49   | 幸福実現党 | 新   | 6,668票   | 3.18%  | 5.38%  |                        |      |

時の内閣：第2次小泉改造内閣 解散日：2005年8月8日 公示日：2005年8月30日 （全国投票率：67.51%（7.65%））
| 当落 | 候補者名 | 年齢 | 所属党派   | 新旧 | 得票数    | 得票率 | 惜敗率 | 推薦・支持 | 重複 |
| ---- | -------- | ---- | ---------- | ---- | --------- | ------ | ------ | ---------- | ---- |
| 当   | 園田博之 | 63   | 自由民主党 | 前   | 136,380票 | 68.34% | ――     |            | ○    |
|      | 松本基督 | 49   | 民主党     | 新   | 63,169票  | 31.66% | 46.32% |            | ○    |

時の内閣：第1次小泉第2次改造内閣 解散日：2003年10月10日 公示日：2003年10月28日 （全国投票率：59.86%（2.63%））
| 当落 | 候補者名   | 年齢 | 所属党派   | 新旧 | 得票数    | 得票率 | 惜敗率 | 推薦・支持 | 重複 |
| ---- | ---------- | ---- | ---------- | ---- | --------- | ------ | ------ | ---------- | ---- |
| 当   | 園田博之   | 61   | 自由民主党 | 前   | 137,428票 | 73.62% | ――     |            | ○    |
|      | 森川生朗   | 65   | 社会民主党 | 新   | 36,977票  | 19.81% | 26.91% |            | ○    |
|      | 井芹しま子 | 52   | 日本共産党 | 新   | 12,262票  | 6.57%  | 8.92%  |            |      |

時の内閣：第1次森内閣 解散日：2000年6月2日 公示日：2000年6月13日 （全国投票率：62.49%（2.84%））
| 当落 | 候補者名 | 年齢 | 所属党派   | 新旧 | 得票数    | 得票率 | 惜敗率 | 推薦・支持 | 重複 |
| ---- | -------- | ---- | ---------- | ---- | --------- | ------ | ------ | ---------- | ---- |
| 当   | 園田博之 | 58   | 自由民主党 | 前   | 149,156票 | 79.18% | ――     |            | ○    |
|      | 若城浩史 | 56   | 自由連合   | 新   | 21,028票  | 11.16% | 14.10% |            |      |
|      | 福田慧一 | 34   | 日本共産党 | 新   | 18,188票  | 9.66%  | 12.19% |            |      |

時の内閣：第1次橋本内閣 解散日：1996年9月27日 公示日：1996年10月8日 （全国投票率：59.65%（8.11%））
| 当落 | 候補者名 | 年齢 | 所属党派     | 新旧 | 得票数    | 得票率 | 惜敗率 | 推薦・支持                 | 重複 |
| ---- | -------- | ---- | ------------ | ---- | --------- | ------ | ------ | -------------------------- | ---- |
| 当   | 園田博之 | 54   | 新党さきがけ | 前   | 117,441票 | 58.96% | ――     | 自由民主党・社会民主党推薦 | ○    |
|      | 安田公寛 | 47   | 新進党       | 新   | 73,231票  | 36.77% | 62.36% |                            |      |
|      | 山本伸裕 | 33   | 日本共産党   | 新   | 8,511票   | 4.27%  | 7.25%  |                            |      |

- 安田は2000年に本渡市長選挙に立候補し、当選。